# Daði Freyr
Daði Freyr Pétursson (pronúncia islandesa: [ˈtaːðɪ freiːr ˈpʰjɛːtʏrsɔn]; Reiquiavique, 30 de junho de 1992), conhecido profissionalmente como Daði Freyr ou simplesmente Daði, é um músico islandês que mora em Berlim, Alemanha. Ele representaria a Islândia no Festival Eurovisão da Canção 2020 com a música «Think About Things», antes do evento ser cancelado devido à pandemia COVID-19.  O cantor foi escolhido como o representante de seu país no festival de 2021, desta feita com a canção «10 Years».

## Carreira musical
Em sua juventude, Daði teve aulas de bateria e estudou piano e baixo. Ele co-fundou a banda «RetRoBot» com seu amigo Kristján Pálmi. Mais tarde, o cantor Gunnlaugur Bjarnason e o guitarrista Guðmundur Einar Vilbergsson, que ele conheceu na «South Iceland Multicultural School», se juntaram à banda. Em 2012, a banda RetRoBot venceu o «Músíktilraunir» e o Daði foi eleito o melhor músico de eletrónica do ano. Ao ano seguinte, a banda RetRoBot lançou um álbum chamado «Blackout».

### «Söngvakeppnin» e Eurovisão
Em 2017, Daði participou do «Söngvakeppnin» (a competir para representar a Islândia no Festival Eurovisão da Canção 2017) com a música «Is This Love?» (Em islandês: «Hvað með það?»). Nas apresentações, ele foi apoiado no palco por um grupo composto por sua irmã, Sigrún Birna Pétursdóttir (vocalista de apoio), esposa Árný Fjóla Ásmundsdóttir (dançarina) e amigos Hulda Kristín Kolbrúnardóttir (vocalista de apoio), Stefán Hannesson (dançarino) e Jóhann Sigurður Jóhannsson (dançarino) - conhecido como "Gagnamagnið". Gagnamagnið, embora tenha sido traduzido para «Os Dados», significa literalmente «a quantidade de dados» e é a palavra islandesa para «plano de dados». Eles foram caracterizados por seus suéteres verdes azul-petróleo, que têm retratos de pixel art deles mesmos impressos. Daði ficou em 2.º lugar depois de Svala Björgvinsdóttir, que cantou a música «Paper».
Em 2020, Daði participou do «Söngvakeppnin» com a música «Think About Things». Tal como no Söngvakeppnin 2017, Daði apresentou-se com seu grupo Gagnamagnið, agora coletivamente creditado como «Daði & Gagnamagnið» (Em islandês: Daði og Gagnamagnið). Eles ganharam a competição edição de 2020 e era suposto eles representarem a Islândia no Festival Eurovisão da Canção 2020, mas o evento foi cancelado devido à pandemia COVID-19. Vários países que teriam participado do concurso 2020 realizaram suas próprias competições alternativas, transmitindo as inscrições e coroando o vencedor. «Daði og Gagnamagnið» ganharam seis dessas competições, na Áustria, o «Der kleine Song Contest», Austrália, Dinamarca, Finlândia, Noruega e Suécia. A 23 de outubro de 2020, foi anunciado que Daði & Gagnamagnið representariam a Islândia no Festival Eurovisão da Canção 2021 com a música 10 Years.

## Discografia

### Álbuns
- & Co. (2019)

### Singles
- Hvað með það (2017)
- Næsta skref (2017)
- Seinni tíma vandamál (2018)
- Skiptir ekki máli (2018)
- Ég er að fíla mig (2019)
- Endurtaka mig (2019)
- Gagnamagnið / Think about things (2020)
- 10 Years (2021)